# Cassidy Gifford
Cassidy Erin Gifford (New York, 2 agosto 1993) è un'attrice statunitense.
È la figlia dell'ex star del football americano Frank Gifford e della presentatrice televisiva Kathie Lee Gifford.
Nel 2015 fu inserita dalla rivista Esquire nella lista "18 Beautiful Women America Won't Be Able to Resist This Summer" ("le diciotto belle donne alle quali l'America non saprà resistere quest'estate").

## Filmografia

### Cinema
| Anno | Titolo                       | Ruolo           | Note                                  |
| ---- | ---------------------------- | --------------- | ------------------------------------- |
| 2011 | Adventures of Serial Buddies | Hannah          |                                       |
| 2014 | God's Not Dead               | Kara            |                                       |
| 2015 | The Gallows - L'esecuzione   | Cassidy Spilker |                                       |
| 2016 | Caged No More                | Skye            |                                       |
| 2016 | Twisted Sisters              | Daisy           | Titolo alternativo Sorority Nightmare |
| 2017 | Time Trap                    | Cara            |                                       |
| 2017 | Ten: Murder Island           | Minnie          |                                       |

### Televisione
| Anno      | Titolo                           | Ruolo         | Note                            |
| --------- | -------------------------------- | ------------- | ------------------------------- |
| 2005      | Raven                            | Jamie         | Episodio: "Dog Day After-Groom" |
| 2010      | Zack e Cody sul ponte di comando | Kate          | Episodio: "Model Behavior"      |
| 2011      | Blue Bloods                      | Mandy         | Episodio: "Mercy"               |
| 2017      | Like Cats and Dogs               | Laura Haley   | Film-TV                         |
| 2019-2021 | The Baxters                      | Reagan Decker | 23 episodi                      |